# Didsbury, Manchester
Didsbury är en stadsdel i Manchester i distriktet City of Manchester i grevskapet Greater Manchester, i Storbritannien. Den hade 14 292 invånare år 2001. Didsbury var en civil parish 1866–1910 när blev den en del av South Manchester. Civil parish hade 9 234 invånare år 1901.